# Сборная Парагвая по регби
Сборная Парагвая по регби (исп. Selección de rugby de Paraguay) представляет страну в международных соревнованиях по регби-15 высшего уровня. Команда принимает участие в чемпионате Южной Америки по регби, но в финальной части мирового первенства парагвайцы не выступали ни разу. В прошлом команда считалась четвёртой сильнейшей сборной Южной Америки (после Аргентины, Уругвая и Чили), однако в последнее время парагвайских регбистов потеснили ещё и бразильцы. Сейчас коллектив занимает 45-е место в Мировом рейтинге IRB. 1 мая 2002 года Парагвай потерпел самое крупное в своей истории и одно из наиболее крупных в международном регби поражение: в матче со сборной аргентинские спортсмены заработали 152 безответных очка.
Регбийный союз Парагвая был основан в 1970 году, а в 1989 году организация стала членом IRB.

## Результаты
По состоянию на 1 марта 2013 года.
| Соперник  | Матчи | Победы | Поражения | Ничьи | Доля побед |
| --------- | ----- | ------ | --------- | ----- | ---------- |
| Аргентина | 16    | 0      | 16        | 0     | 0 %        |
| Бразилия  | 20    | 8      | 12        | 0     | 40 %       |
| Венесуэла | 3     | 3      | 0         | 0     | 100 %      |
| Колумбия  | 4     | 4      | 0         | 0     | 100 %      |
| Перу      | 4     | 4      | 0         | 0     | 100 %      |
| Уругвай   | 21    | 0      | 20        | 1     | 0 %        |
| Чили      | 22    | 1      | 21        | 0     | 5 %        |
| Всего     | 90    | 20     | 69        | 1     | 22 %       |